# Glansguldsteklar
Glansguldsteklar (Omalus) är ett släkte av guldsteklar (Chrysididae).

## Arter
- Omalus aeneus (Fabricius, 1787) (grön glansguldstekel)
- Omalus berezovskii (Semenov-Tian-Shanskij, 1932)
- Omalus biaccinctus (Du Buysson, 1892) (mörk glansguldstekel)
- Omalus chlorosomus Lucas 1849
- Omalus helanshanus Wei, Rosa, Liu & Xu, 2014
- Omalus imbecillus (Mocsáry, 1889)
- Omalus magrettii (Du Buysson, 1890)
- Omalus miramae (Semenov, 1932)
- Omalus potanini (Semenov-Tian-Shanskij, 1932)
- Omalus probiaccinctus Wei, Rosa, Liu & Xu, 2014
- Omalus pseudoimbecillus Wei, Rosa, Liu & Xu, 2014
- Omalus puncticollis (Mocsáry, 1887) (punkterad glansguldstekel)
- Omalus tibetanus Wei, Rosa, Liu & Xu, 2014
- Omalus zarudnyi (Semenov, 1932)